# フィル・コリンズ 2:心の扉
『フィル・コリンズ 2：心の扉』（Hello, I Must Be Going!）は、1982年にリリースされたフィル・コリンズのアルバム。フィル・コリンズにとって2枚目のソロ・アルバムである。
収録曲の「恋はあせらず」は、スプリームスの代表曲のカバーである。
2016年にはジャケット写真をアップデートしリマスターを施したデラックス・エディションを発売。

## 収録曲
1. 空虚な心 - "I Don't Care Anymore" (フィル・コリンズ) - 5:00
2. アイ・キャント・ビリーブ - "I Cannot Believe It's True" (コリンズ) - 5:14
3. チャイナ - "Like China" (コリンズ) - 5:05
4. 心の扉 - "Do You Know, Do You Care?" (コリンズ) - 4:57
5. 恋はあせらず - "You Can't Hurry Love" (ホーランド＝ドジャー＝ホーランド) - 2:50
6. 心配御無用 - "It Don't Matter to Me" (コリンズ) - 4:12
7. この壁の向こうに - "Thru These Walls" (コリンズ) - 5:02
8. 君への願い - "Don't Let Him Steal Your Heart Away" (コリンズ) - 4:43
9. ウエスト・サイド - "The West Side" (コリンズ) - 4:59
10. 朝がくるまで… - "Why Can't It Wait Till Morning" (コリンズ) - 3:01

## チャート
| チャート (1982-1983年)                     | 最高位 |
| ------------------------------------------ | ------ |
| オーストラリア (Kent Music Report)         | 15     |
| カナダ (RPM)                               | 1      |
| オランダ (MegaCharts)                      | 3      |
| フィンランド (The Official Finnish Charts) | 16     |
| ドイツ (Offizielle Top 100)                | 6      |
| イタリア (Musica e Dischi)                 | 12     |
| 日本 (オリコン)                            | 31     |
| ニュージーランド (RMNZ)                    | 20     |
| ノルウェー (VG-lista)                      | 4      |
| スペイン (Spanish Albums Chart)            | 3      |
| スウェーデン (Sverigetopplistan)           | 7      |
| UK アルバムズ (OCC)                        | 2      |
| US Billboard 200                           | 8      |

| チャート (2016年)            | 最高位 |
| ---------------------------- | ------ |
| オーストリア (Ö3 Austria)    | 52     |
| ベルギー (Ultratop Flanders) | 103    |
| ベルギー (Ultratop Wallonia) | 60     |
| フランス (SNEP)              | 138    |
| スイス (Schweizer Hitparade) | 50     |

## ノミネート
- グラミー賞 最優秀男性ロック歌手ノミネート (「I Don't Care Anymore」) 1984年